# Барт, Андрей Фёдорович
Андрей Фёдорович Барт (1914—1984) — советский художник по сценическому оформлению и куклам театра, эстрады и мультипликации.

## Биография
Родился в 1914 году.
В 1945 году демобилизовался и поступил работать в мастерские Государственного Центрального Театра Кукол. Принимал участие в подготовке спектаклей «Необыкновенный концерт» и «Золушка». Помимо работы в мастерских, будучи дежурным художником, выполнял, по мере необходимости, экстренный ремонт кукол и декораций во время спектаклей.
В 1951 году уволился из Государственного Центрального Театра Кукол.
В 1956 году (по другим сведениям, в 1955 году) Государственный Центральный Театр Кукол покинули его супруга Софья Мей, артист-кукловод Игорь Дивов с женой (Натальей Степановой), а также пианист-концертмейстер А. Романов. Все вместе (включая Барта) они создали эстрадную группу, которая ставила отдельные концертные номера и выступала с ними.
В 1960 году пользовавшийся успехом дуэт Дивова и Мей распался, Мей начала выступать с Бартом.
Умер в 1984 году.

## Личная жизнь
Жена — Мей, Софья Яковлевна.

## Фильмография
| Год  | Название мультфильма           | Роль                                                           | Студия                        |
| ---- | ------------------------------ | -------------------------------------------------------------- | ----------------------------- |
| 1954 | «Два жадных медвежонка»        | Художник-оформитель кукол и декораций                          | «Союзмультфильм»              |
| 1954 | «Танюша, Тявка, Топ и Нюша»    | Художник-мультипликатор, художник-оформитель кукол и декораций | «Союзмультфильм»              |
| 1955 | «Юля-капризуля»                | Художник-мультипликатор                                        | «Союзмультфильм»              |
| 1956 | «Небесное созданье»            | Художник-оформитель кукол и декораций                          | «Союзмультфильм» и «Мосфильм» |
| 1957 | «Слово имеют куклы»            | Художник-оформитель кукол и декораций                          | «Союзмультфильм»              |
| 1971 | «Лошарик»                      | Художник-оформитель кукол и декораций                          | «Союзмультфильм»              |
| 1973 | «Аврора»                       | Художник-оформитель кукол и декораций                          | «Союзмультфильм»              |
| 1973 | «Айболит и Бармалей»           | Художник-оформитель кукол и декораций                          | «Союзмультфильм»              |
| 1973 | «Митя и микробус»              | Художник-оформитель кукол и декораций                          | «Союзмультфильм»              |
| 1973 | «Про Петрушку»                 | Художник-оформитель кукол и декораций                          | «Союзмультфильм»              |
| 1974 | «Ваня Датский»                 | Художник-оформитель кукол и декораций                          | «Союзмультфильм»              |
| 1974 | «Похождения Чичикова. Манилов» | Художник-оформитель кукол и декораций                          | «Союзмультфильм»              |
| 1974 | «Федорино горе»                | Художник-оформитель кукол и декораций                          | «Союзмультфильм»              |
| 1975 | «Садко богатый»                | Художник-оформитель кукол и декораций                          | «Союзмультфильм»              |

## Рецензии, отзывы, критика
По мнению Натальи Смирновой, эстрадный дуэт Мей и Барта стал широко известен по всей стране, они входили в число крупнейших мастеров кукольного эстрадного искусства. Сам Барт являлся высокоодарённым художником.
По мнению Веры Конюховой, Барт был одним из тех мастеров Государственного Центрального Театра Кукол — художников-изготовителей кукол и декораций, чьими руками воплощались в жизнь задумки Образцова, Тузлукова и Андриевича и чей труд принёс славу театру.